# Mjäla
För andra betydelser, se Mjäla (olika betydelser).
Mjäla är enligt äldre svensk terminologi (Atterbergskalan) en jordart vars kornstorlek ligger mellan mo och lera (0,002-0,02 mm). Mjäla ingår tillsammans med finmo i den nyare beteckningen silt, i den nyare kornstorleksskalan från SGI (Statens Geotekniska Institut), där sand och silt ersätter sand, mo och mjäla. Mer specifikt motsvaras mjäla av finsilt (0,002—0,006 mm) och mellansilt (0,006—0,02 mm).
Tillsammans med vatten bildar mjäla en ganska lättflytande massa som om vårarna kan utlösa tjälskott i vägar.
Mjälajordar karakteriseras av hög kapillaritet och dålig kohesion mellan partiklarna, vilket gör dem svårdränerade. De är genomgående flytjordar.